# 공공청렴센터

공공청렴센터(Center for Public Integrity, CPI)는 미국에서 가장 오래된 탐사보도 시민단체이다. 미국 CBS의 유명한 탐사보도 프로그램 60분의 담당 PD 찰스 루이스가 1997년 3월 워싱턴 D.C.에 설립한 시민단체이다. 산하 조직으로는 국제탐사보도언론인협회가 있다.
탐사보도(Investigative journalism)란 기자(reporter)가 수사관(investigator)이 되어 수사(investigation)를 하는 것을 말한다. 사설탐정(Private Investigator)의 역할이며, 따라서 탐사보도 시민단체란 일종의 탐정기업과 같은 의미이다.
대한민국은 탐정의 명칭을 쓰는 것을 처벌하는 등의 흥신소법이 존재하지만, 기자가 탐사보도의 형식으로 민간 수사를 하는 것을 금지하는 법률은 없으며, KBS 추적 60분, MBC PD 수첩, SBS 그것이 알고 싶다 등 유명한 탐사보도 프로그램이 오랫동안 방송되어 왔다. 한국의 비영리 독립언론인 뉴스타파는 CPI를 롤모델로 설립되었다.

## 같이 보기
- 국제탐사보도언론인협회